# Palau de Blaquernes
|  | Per a altres significats, vegeu «Blanquerna (desambiguació)». |

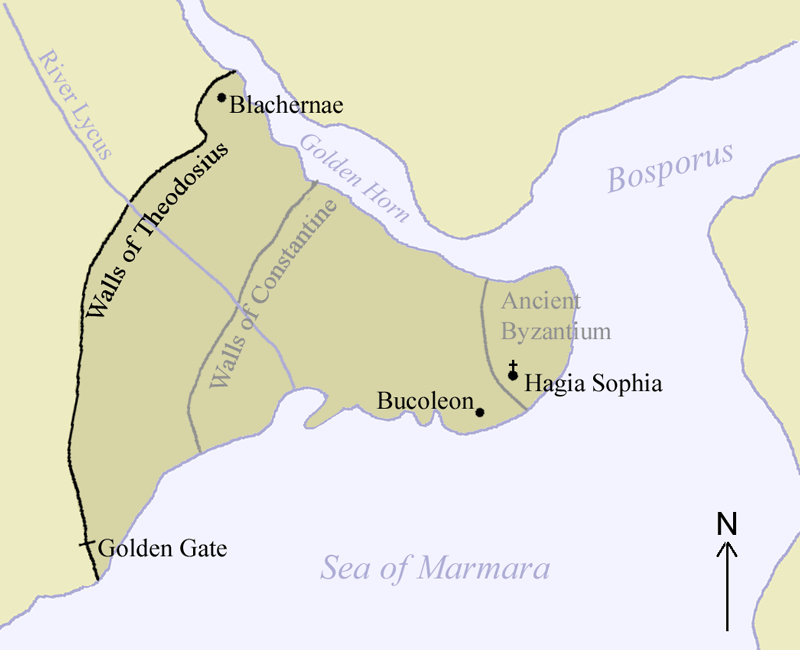
Ubicació del Palau de Blaquernes a Constantinoble

El Palau de Blaquernes o de Blanquerna (grec: Βλαχερναί; turc: Tekfur) foren el conjunt de palaus, esglésies i residències dels emperadors romans d'Orient radicat al nord-oest de la ciutat de Constantinoble, al barri de Blaquernes. Originàriament el districte era fora de les muralles de la ciutat i es caracteritzava per haver-hi una font. Pulcària, al segle v, hi inicià la construcció de diverses esglésies, tasca que fou continuada per Justinià I. El 627, les muralles de Constantinoble foren ampliades per protegir aquest districte després del setge dels àvars. El setembre del 1303, al Palau de Blaquernes, Roger de Flor es casà amb Maria de Bulgària. El conjunt palauenc esdevingué la residència dels emperadors romans d'Orient des del 1081 i fins a la caiguda de Constantinoble el 1453, tot que el Gran Palau de Constantinoble es continuà usant per a les gran cerimònies.